# Ilex haberi
Ilex haberi é um gênero de plantas com flores. Foi descrito pela primeira vez por Cyrus Longworth Lundell, e recebeu o nome exato por WJ Hahn. Ilex haberi pertence ao gênero Ilex, e à família Aquifoliaceae.
Este tipo de planta pode ser encontrado em:
- Costa Rica

Não há tipos listados como este.